# Michel van Hulten
Michael Henricus Maria (Michel) van Hulten (Batavia (Nederlands-Indië), 9 maart 1930) is een Nederlands voormalig politicus. Namens de Politieke Partij Radikalen (PPR) was hij lid van de Eerste en Tweede Kamer, en staatssecretaris van Verkeer en Waterstaat in het kabinet-Den Uyl.

## Loopbaan

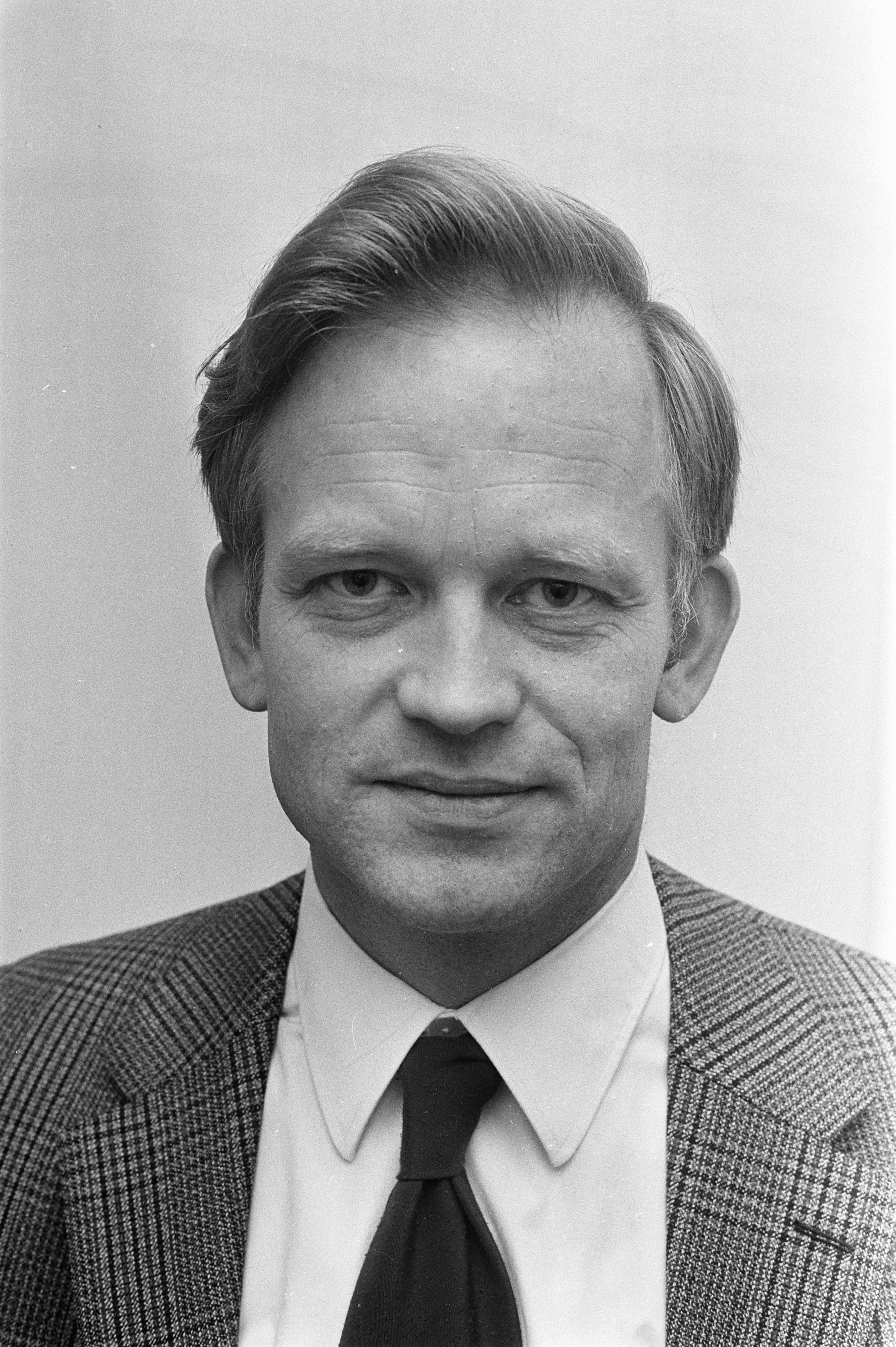
Van Hulten in 1972

Van Hulten, van huis uit sociaal geograaf en planoloog, werd op 25 mei 1971 lid van de Eerste Kamer. Anderhalf jaar later maakte hij de overstap naar de Tweede Kamer, en op 11 mei 1973 trad hij aan als staatssecretaris van Verkeer en Waterstaat, als lid van het kabinet-Den Uyl. Als bewindspersoon voerde hij in 1974 de tachograaf in, waarmee rij- en rusttijden van vrachtwagens beter gecontroleerd kon worden. Deze invoering leidde tot acties van de chauffeurs.
Ook was hij verantwoordelijk voor het verplaatsen van grote delen van het hoofdkantoor van PTT van Den Haag naar Groningen, in het kader van de door de toenmalige overheid beoogde spreiding van rijksdiensten. Ook dit leidde tot protesten.
Tijdens zijn functie als staatssecretaris verbood van Hulten in 1974 ook het bezit van zendapparatuur die geschikt was voor het uitzenden via 27MC (Citizenband-"bakkie"). Een protestsong, de 27MC van de 27MC-ers, werd door de Hilversumse omroepen veelvuldig gedraaid en belandde snel in de tipparade. In 1980 werd de 27MC gelegaliseerd met de invoering van het MARC-vergunningenstelsel. 
Uit onvrede met het fractievoorzitterschap van Ria Beckers verliet hij in 1977 de nationale politiek. Als lid van de Godebaldgroep was Van Hulten voorstander van samenwerking van de PPR met de PvdA en D66 in plaats van met de Communistische Partij Nederland en de Pacifistisch Socialistische Partij. Van Hulten verliet de PPR in 1981. Bij de Tweede Kamerverkiezingen 1994 was hij kandidaat namens D66, maar hij werd niet verkozen. In 1998 was hij voorzitter van de programmacommissie van D66.
Van 1978 tot 1989 was hij in dienst van de Verenigde Naties werkzaam in Mali, Burkina Faso, Maleisië en New York.
Ver na zijn pensionering is Van Hulten nog altijd actief in het publieke debat, als anti-corruptie consultant voor verschillende Afrikaanse landen, als Lector Governance aan de Saxion Hogeschool en als enthousiast pleitbezorger voor gratis openbaar vervoer in Nederland.
Begin 2011 stond Michel van Hulten op de 4e plaats op de kandidatenlijst van 50PLUS voor de Eerste Kamer. Van Hulten stelde zich op 30 oktober 2013 kandidaat voor het voorzitterschap van die partij. Bij de Europese Parlementsverkiezingen 2014 was hij lijsttrekker voor ikkiesvooreerlijk.eu. De partij behaalde geen zetel.

## Persoonlijk
Michel van Hulten is de vader van Michiel van Hulten, die partijvoorzitter van de PvdA was. Bij diens verkiezing in december 2005 maakte Van Hulten bekend dat hij zich bij de partij van zijn zoon had aangesloten.